# Czerwony Bór (województwo podlaskie)
Czerwony Bór – osada w Polsce położona w województwie podlaskim, w powiecie zambrowskim, w gminie Zambrów.

## Historia
W latach 1921 – 1939 ówcześnie stacja kolejowa leżała w województwie białostockim, w powiecie łomżyńskim, w gminie Puchały.
Według Powszechnego Spisu Ludności z 1921 roku wieś zamieszkiwało 51 osób w 8 budynkach mieszkalnych. Miejscowość należała do parafii rzymskokatolickiej w Puchałach. Podlegała pod Sąd Grodzki w Zambrowie i Okręgowy w Łomży. W osadzie mieścił się urząd pocztowy właściwy dla gminy Puchały.
W czasie kampanii wrześniowej stacjonowała tu 13 eskadra towarzysząca.
W wyniku napaści ZSRR na Polskę we wrześniu 1939 miejscowość znalazła się pod okupacją sowiecką. Od czerwca 1941 roku pod okupacją niemiecką. Od 22 lipca 1941 do 1945 włączona w skład Landkreis Lomscha w Bezirk Bialystok III Rzeszy.
Nazwą Czerwony Bór określany był również poligon wojskowy – obecnie zalesiany przez Nadleśnictwo Łomża. Miejscowość ta nie jest typową wsią, jest to jedynie pozostałość po jednostce wojskowej związanej z funkcjonowaniem poligonu.
W latach 1975–1998 miejscowość administracyjnie należała do województwa łomżyńskiego.
Wierni kościoła rzymskokatolickiego należą do parafii Najświętszej Maryi Panny Matki Kościoła w Wygodzie.

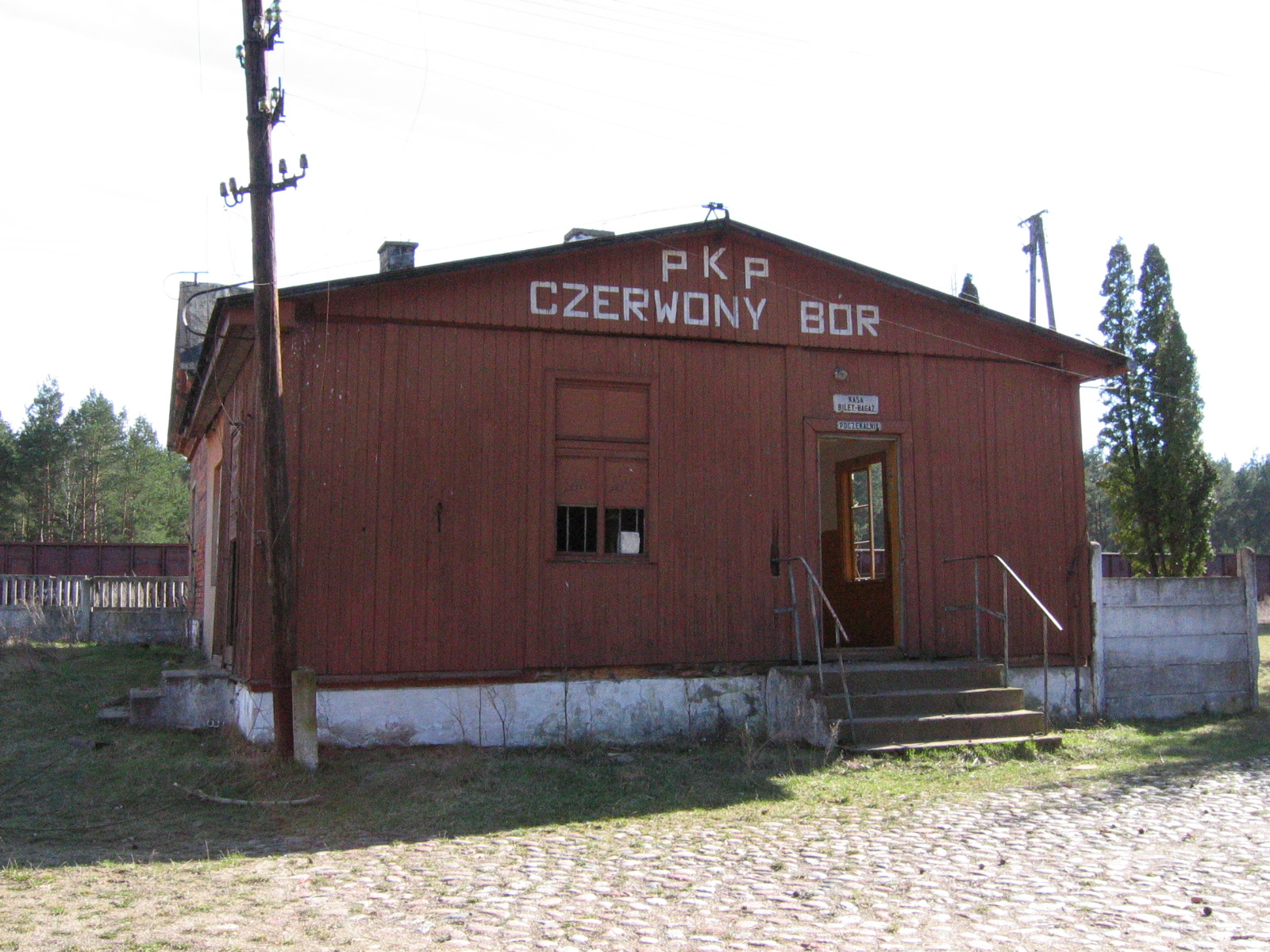
Opuszczona stacja kolejowa Czerwony Bór